# Palazzo Caracciolo di San Vito
Der Palazzo Caracciolo di San Vito ist ein Palast aus dem 14. Jahrhundert im Viertel San Lorenzo von Neapel in der italienischen Region Kampanien. Er liegt in der Via Pietro Trinchera, 7.

## Geschichte
Laut Carlo Celano hat der Palast seine Wurzeln im 14. Jahrhundert, wurde aber in der zweiten Hälfte des 16. Jahrhunderts vollständig umgebaut. 1656 starb dort während der berühmten Pestepidemie der Eigentümer, der erste Herzog von San Vito, Lucio Caracciolo (1585–1656). 1685 starb sein Erstgeborener, Lelio (1625–1685), und höchstwahrscheinlich fiel der Palast in den folgenden Jahren an die Adelsfamilie Crispano, von der ihn der Kardinal Antonino Sersale 1762 für die enorme Summe von 24.000 Dukaten kaufte, um dort ein Internat für Geistliche der Diözese und neu ernannte Priester einzurichten. Weitere 2,5 Jahrhunderte später gehört der Palast noch dem Erzbistum Neapel; dort sind das Istituto Regina Pardisi (dt.: Institut der Königin des Paradieses) und die neapolitanische Niederlassung der Caritas untergebracht.

## Beschreibung
Die Fassade, an der man das persönliche Wappen des vorher erwähnten Erzbischofs Sersale sehen kann, ebenso wie die vollständig zugemauerten Fenster (fast sicher in Folge der Umwandlung des Palastes in ein kirchliches Gebäude im 18. Jahrhundert), befindet sich im Zustand des Verfalls.
Der große, rechteckige Innenhof dagegen ist bestens erhalten und zeichnet sich auf den ersten Blick durch seinen farblichen Kontrast zwischen dem Grau der Arkaden und Gesimse aus Piperno und dem Weiß des Verputzes aus. Anschließend an die offene Treppe mit einem einzigen Korbbogen sind drei Bögen zu erkennen, die zu einer alten, zugemauerten Loggia, über der es eine Terrasse gibt, die als Brüstung ein Gesims besitzt, das um den gesamten Innenhof verläuft und auch über dem großen, inneren Bogen des Empfangssalons. Für die letzte Feierlichkeit des großen Außenraum des Hofes sorgt die dritte Fensterreihe, die über drei Seiten des Innenhofes verläuft (mit Ausnahme der Seite der Loggia) und die von Lisenen unterbrochen und nach oben durch ein letztes Gesims abgeschlossen wird.
Au jüngerer Zeit stammen sicherlich die Fensterscheiben der Bögen an der offenen Treppe und des Empfangssalons.